# Kardinal-Innitzer-Förderungspreis für Sozial- und Wirtschaftswissenschaften
Der Kardinal-Innitzer-Förderungspreis für Sozial- und Wirtschaftswissenschaften ist ein von der Erzdiözese Wien verliehener Wissenschaftspreis. Der Preis ist nach Kardinal Theodor Innitzer benannt.

## Der Kardinal-Innitzer-Studienfonds
Dotiert wird der Kardinal-Innitzer-Förderungspreis für Sozial- und Wirtschaftswissenschaften durch den Kardinal-Innitzer-Studienfonds, eine Einrichtung zur Förderung der Wissenschaft. Er vergibt jährlich Förderungspreise an hervorragende junge österreichische Wissenschafter in verschiedenen Wissenschaftsdisziplinen.
Für die Prämierung kommen wissenschaftliche Arbeiten in Frage, die in ihrer wissenschaftlichen Bedeutung einer Habilitationsschrift gleichzusetzen sind. Die Bewerber sollen österreichische Staatsbürger sein. Die Arbeiten ausländischer Staatsbürger werden angenommen, wenn sie in Österreich an einer wissenschaftlichen Institution ständig arbeiten. Die Bewerbungen werden durch den Studienfonds begutachtet, wobei auch externe Gutachter beauftragt werden.

## Preisverleihung
Die Preisverleihung nimmt der Erzbischof von Wien, derzeit Kardinal Christoph Schönborn, im Rahmen einer feierlichen Vergabesitzung im Dezember jedes Kalenderjahres vor.

## Träger des Kardinal-Innitzer-Förderungspreises für Sozial- und Wirtschaftswissenschaften
- 1971: Henrik Kreutz, Sozialanthropologe und Soziologe
- 1972: Karl Acham, Soziologe, Philosoph und Wissenschaftshistoriker; Johannes Gordesch, Univ.-Prof. für Methodenlehre an der Freien Universität Berlin
- 1973: Leonhard Bauer, Volkswirt; Ewald Nowotny, Ökonom
- 1974: Klaus Zapotoczky, Soziologe
- 1975: kein Preis vergeben
- 1976: Karl Georg Winckler, Univ.-Prof. für Monetäre Ökonomie, Makroökonomie, Europäische Integration an der Universität Wien
- 1977: Dieter Schneider, Univ.-Prof. für Marketing und Internationales Management an der Universität Klagenfurt
- 1978: Gertraude Mikl-Horke, Soziologin
- 1979: Josef Mugler, Univ.-Prof. für Betriebswirtschaftslehre der Klein- und Mittelbetriebe an der Wirtschaftsuniversität Wien
- 1980: kein Preis vergeben
- 1981: Otto Andreas Altenburger, Wirtschaftswissenschaftler
- 1982: Reinhard Moser, Univ.-Prof. für Betriebswirtschaftslehre des Außenhandels an der Wirtschaftsuniversität Wien
- 1983: kein Preis vergeben
- 1984: kein Preis vergeben
- 1985: Karl Aiginger, Wirtschaftsforscher; Christoph Badelt, Wirtschaftswissenschafter
- 1986: Walter Schiebl, Univ.-Prof. für Agrarökonomik an der Universität für Bodenkultur Wien; Dieter Stiefel, Wirtschaftshistoriker
- 1987: kein Preis vergeben
- 1988: kein Preis vergeben
- 1989: Michael Steiner, Univ.-Prof. für Volkswirtschaftslehre an der Universität Graz
- 1990: Karl Sandner, Univ.-Prof. für Allgemeine Betriebswirtschaftslehre an der Wirtschaftsuniversität Wien; Rudolf Vetschera, Univ.-Prof. für Internationale Betriebswirtschaftslehre an der Universität Wien; Alfred Wagenhofer, Univ.-Prof. für Unternehmensführung an der Universität Graz
- 1991: Anton Burger, Univ.-Prof. für Betriebswirtschaftslehre an der Kathol. Universität Eichstätt; Claus Rinderer, Universität Innsbruck, verunglückt 1991
- 1992: kein Preis vergeben
- 1993: Norbert Kailer, Wirtschaftswissenschaftler; Theresia Theurl, Ökonomin
- 1994: kein Preis vergeben
- 1995: Helmut Staubmann, Soziologe
- 1996: Michael Gehler, Historiker; Gerald Grimm, Univ.-Prof. am Institut für Erziehungswissenschaft und Bildungsforschung an der Universität Klagenfurt
- 1997: Herbert Pribyl, Sozialwissenschaftler und Theologe
- 1998: kein Preis vergeben
- 1999: Charlotte Natmeßnig, Wirtschaftshistorikerin an der Wirtschaftsuniversität Wien; Stefan Vogel, Agrarsoziologe und Univ.-Prof. an der Universität für Bodenkultur Wien
- 2000: kein Preis vergeben
- 2001: Herbert Reisinger, Univ.-Prof. am Institut für Betriebswirtschaftslehre, Marketing der Universität Wien
- 2002: Artur Baldauf, Univ.-Prof. an der Fakultät für Wirtschaftswissenschaften und Information der Universität Wien; Andreas Resch, Wirtschaftshistoriker
- 2003: Nikolaus Franke, Betriebswirt; Herbert Kotzab, Logistikwissenschaftler
- 2004: kein Preis vergeben
- 2005: kein Preis vergeben
- 2006: Sabine Kanduth-Kristen, Univ.-Prof. am Institut für Finanzmanagement der Universität Klagenfurt; Friedrich Pillichshammer, Univ.-Prof. am Institut für Finanzmathematik der Universität Linz
- 2007: Tatjana Fischer, Institut für Raumplanung der Universität für Bodenkultur Wien
- 2008: kein Preis vergeben
- 2009: kein Preis vergeben
- 2010: Carlos Watzka, Soziologe und Univ.-Prof. am Institut für Soziologie der Karl-Franzens-Universität Graz
- 2011: kein Preis vergeben
- 2012: kein Preis vergeben
- 2013: kein Preis vergeben
- 2014: Georg Tafner, Priv.-Doz., Humboldt-Universität zu Berlin
- 2015: kein Preis vergeben
- 2016: kein Preis vergeben
- 2017: Philipp Hungerländer, Institut für Mathematik der Alpe-Adria Universität Klagenfurt
- 2018: kein Preis vergeben
- 2019: Kristina Stöckl, Soziologin
- 2020: kein Preis vergeben
- 2021: kein Preis vergeben
- 2022: Stephan Leixnering, Betriebswirt
- 2023: kein Preis vergeben
- 2024: kein Preis vergeben